# Diocesi di Pécs
La diocesi di Pécs (in latino Dioecesis Quinque Ecclesiensis) è una sede della Chiesa cattolica in Ungheria suffraganea dell'arcidiocesi di Kalocsa-Kecskemét. Nel 2023 contava 421.600 battezzati su 652.250 abitanti. È retta dal vescovo László Felföldi.

## Territorio
La diocesi comprende le contee ungheresi di Baranya e di Tolna.
Sede vescovile è la città di Pécs, dove si trova la cattedrale dei Santi Pietro e Paolo.
Il territorio è suddiviso in 65 parrocchie.

## Storia
La diocesi fu eretta nel 1009 da santo Stefano re d'Ungheria.
Il secondo vescovo, Mauro, venerato come santo, costruì la cattedrale. Papa Clemente III concesse ai vescovi di Pécs l'uso del pallio e il privilegio di essere preceduti dalla croce in ricompensa del contrasto all'eresia patarina perseguito dal vescovo Kalán vissuto tra il XII e il XIII secolo. Questi privilegi suscitarono il ricorso degli arcivescovi di Esztergom, ma saranno riconfermati nel 1754 da papa Benedetto XIV.
La diocesi adottava il rito strigoniense. Nel 1491 fu stampato un Missale Quinqueecclesiense, derivato dal Missale Strigoniense del 1484.
Nel 1367 il vescovo Wilhelm Koppenbach trasformò la scuola capitolare in università, che fiorì per un certo tempo, fino alla battaglia di Mohács del 1526, che precedette il passaggio del territorio della diocesi sotto il dominio ottomano, avvenuto nel 1543. La cattedrale fu allora trasformata in moschea e fu riconsacrata al culto cristiano solo nel 1687, dopo la riconquista.
Nei secoli dal XVI al XVIII insorsero alcuni problemi a causa del diritto dei re d'Ungheria di nominare i vescovi, che i papi confermavano dopo lungo tempo o non confermavano affatto.
Il 1º settembre 1754 papa Benedetto XIV con la bolla Romanus Pontifex concesse ai vescovi di Pécs di essere preceduti dalla croce astile e l'uso del pallio, come era uso per gli arcivescovi.
Il vescovo Ignác Szepesy de Négyes nella prima metà del XIX secolo fondò un liceo con una facoltà di teologia e una di giurisprudenza.

## Cronotassi dei vescovi
Si omettono i periodi di sede vacante non superiori ai 2 anni o non storicamente accertati.

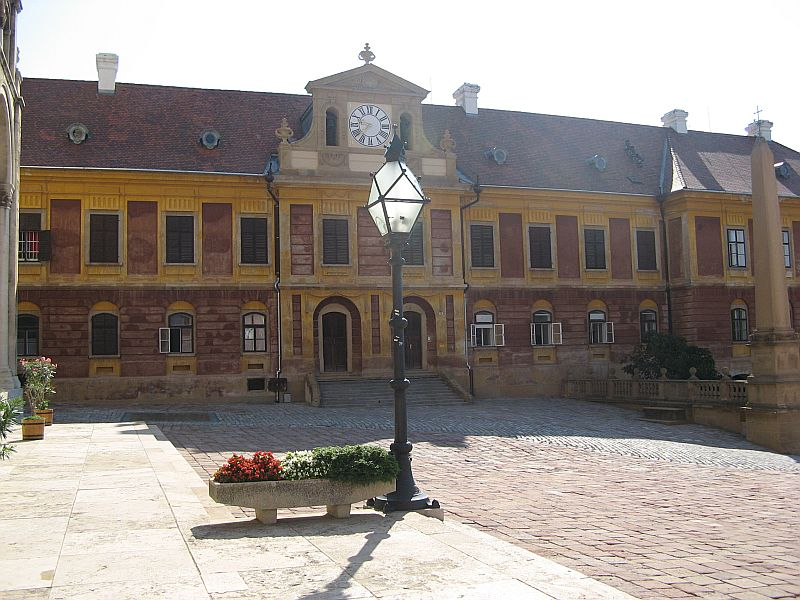
Il palazzo vescovile

- Bonipert, O.S.B. † (1009 - circa 1036 dimesso)
- San Mauro (Mór) † (1036 - circa 1070 deceduto)
- István † (circa 1070 - circa 1100 deceduto)
- Simon Szicíliai † (prima del 1109 - circa 1134 deceduto)
- Nána † (1135 - ?)
- Makár I † (1138 - ?)
- János † (1142 - dopo il 1146)
- Anthimius † (prima del 1148 - circa 1160 deceduto)
- Makár II † (1162 - circa 1186)
- Bár-Kalán o Kalán † (1186 - 1218 deceduto)
- Bartolomeo Brancioni † (1218 - 1251 dimesso)
- Achilles † (1251 - 1253 deceduto)
- Jób Zách † (prima del 1254 - 1279 deceduto)
- Pál Balogh † (1284 - 1306 deceduto)
- Manfréd † (1306 - 1306)
- Péter † (1307 - 1314)
- László Kórógyi † (1315 - 1345 o 1346 deceduto)
- Miklós Poroszlói † (13 febbraio 1346 - 25 luglio 1360 deceduto)
- Wilhelm Koppenbach † (18 gennaio 1361 - 1374 deceduto)
- Bálint Alsáni † (21 luglio 1374 - 17 dicembre 1384 nominato amministratore apostolico)
  - Bálint Alsáni † (17 dicembre 1384 - 19 novembre 1408 deceduto) (amministratore apostolico)
  - Giordano Orsini † (4 settembre 1409 - 13 agosto 1410 dimesso) (amministratore apostolico)
- János Albeni † (13 agosto 1410 - 26 febbraio 1421 nominato vescovo di Zagabria)
- Henrik Albeni † (26 febbraio 1421 - 1444 deceduto)
- András Kálnói † (10 maggio 1445 - 1455 deceduto)
- Miklós Bánfalvi † (23 gennaio 1455 - 1459 deceduto)
- János Csezmiczei † (5 novembre 1459 - 1472 deceduto)
- Zsigmond Ernuszt o Hampó † (10 dicembre 1473 - 1501 deceduto)
- György Szatmári † (19 dicembre 1505 - 18 maggio 1523 nominato arcivescovo di Esztergom)
- Fülöp Csulai Móré Fülöp † (26 ottobre 1524 - 29 agosto 1526 deceduto)
  - Sede vacante (1526-1539)
  - György Sulyok † (1º gennaio 1528 - dopo il 1537) (non confermato)
  - Stjepan Brodarić † (marzo 1536 - 30 marzo 1539 nominato vescovo di Vác) (non confermato)[3]
- János Eszéki † (9 giugno 1539 - 1540 o 1541 deceduto)
  - Stanislav Škovránko (Várallyi) † (20 ottobre 1541 - 20 aprile 1548 deceduto) (non confermato)
  - Pál Gregoriáncz † (1548 - 1550 deceduto) (non confermato)
- György Tompa † (4 luglio 1550 - marzo 1552 deceduto)
  - Antal Verancsics † (3 agosto 1554 - 17 luglio 1560 nominato vescovo di Eger) (vescovo eletto)
- Juraj Drašković I † (17 luglio 1560 - 22 marzo 1564 nominato vescovo di Zagabria)
- Andrija Dudić † (9 febbraio 1565 - 1567 deposto)
- János Monoszlóy † (15 maggio 1574 - 29 ottobre 1578 nominato vescovo di Zagabria)
- Miklós Telegdy † (15 maggio 1579 - 22 aprile 1586 deceduto)
  - Sede vacante (1586-1589)
- János Kuthassy † (30 gennaio 1589 - 23 settembre 1592 nominato vescovo di Győr)
  - János Cserödy † (19 luglio 1593 - 17 giugno 1596 nominato vescovo di Eger) (non confermato)
- Miklós Zelniczey Naprady † (17 giugno 1596 - 15 dicembre 1600 nominato vescovo di Zagabria)
- Miklós Mikáczy † (16 aprile 1598 - 3 agosto 1598 nominato vescovo di Gran Varadino)
- György Zalatnaki † (20 dicembre 1600 - 1605 deceduto)
  - Ferenc Ergelics † (? - 14 dicembre 1608 nominato Veszprém) (non confermato)
- Petar Domitrović † (15 marzo 1610 - 15 luglio 1613 nominato vescovo di Zagabria)
- Johannes Pyber de Gyerkény † (29 luglio 1613 - 1619 nominato vescovo di Gran Varadino)
  - Miklós Dallos † (23 maggio 1619 - 1621) (non confermato)
  - Tamás Balásfy † (29 settembre 1622 - 1625) (non confermato)
  - Pál Felsőtáli Dávid † (25 marzo 1625 - 18 luglio 1628 nominato vescovo di Vác) (non confermato)
- Juraj Drašković II † (3 dicembre 1629 - 25 ottobre 1630 nominato vescovo di Vác)
- Benedikt Vinković † (6 giugno 1633 - 28 aprile 1642 nominato vescovo di Zagabria)[4]
  - János Cseh † (1637 - 1639 deceduto) (non confermato)
- István Bosnyák † (14 luglio 1642[5] - 23 settembre 1644 deceduto[6])
  - Albert Cziglédy † (21 novembre 1642 - 20 novembre 1643 deceduto) (non confermato)
  - György Szelepcsényi † (20 novembre 1643 - 5 settembre 1644 nominato vescovo di Veszprém) (non confermato)
- György Széchény † (6 maggio 1647 - 9 giugno 1653 nominato vescovo di Veszprém)
- Pál Hoffmann † (3 agosto 1655 - 1659 deceduto[7])
- János Salix, O.Cist. † (26 settembre o 21 novembre 1661 - 1668 deceduto)
- János Gubasóczy † (17 novembre 1670 - 12 luglio 1677 nominato vescovo di Vác)
- Pál Széchényi, O.S.P.P.E. † (18 aprile 1678 - 24 novembre 1687 nominato vescovo di Veszprém)
- Mátyás Ignác Radanay † (7 settembre 1699[8] - aprile 1703 deceduto)
- Wilhelm Franz Johann Bertrand von Nesselrode † (21 luglio 1710[9] - 29 settembre 1732 deceduto)
- Anton von Thurn und Valsassina † (2 marzo 1733 - 25 dicembre 1734 deceduto)
- Juan Álvaro Cienfuegos Villazón, S.I. † (15 novembre 1735 - 19 agosto 1739 deceduto) (amministratore apostolico)
- Zsigmond Berényi † (30 settembre 1740 - 25 settembre 1748 deceduto)
  - Sede vacante (1748-1751)
- György Klimó † (15 novembre 1751 - 2 maggio 1777 deceduto)
  - Sede vacante (1777-1781)
- Pál László Eszterházy † (2 aprile 1781 - 7 novembre 1799 deceduto)
  - Sede vacante (1799-1808)
- József Király † (11 gennaio 1808 - 17 luglio 1825 deceduto)
  - Sede vacante (1825-1828)
- Ignác Szepesy de Négyes † (11 gennaio 1828 - 16 luglio 1838 deceduto)
- Ján Krstiteľ Scitovský † (18 febbraio 1839 - 28 settembre 1849 nominato arcivescovo di Esztergom)
  - Sede vacante (1849-1853)
- György Girk † (10 marzo 1853 - 24 settembre 1868 deceduto)
- Zsigmond Kovács † (25 giugno 1869 - 25 giugno 1877 nominato vescovo di Veszprém)
- Nándor Dulánszky † (25 giugno 1877 - 24 gennaio 1896 deceduto)
- Sámuel Hetyey † (14 dicembre 1897 - 1º settembre 1903 deceduto)
  - Sede vacante (1903-1905)
- Gyula Zichy † (11 dicembre 1905 - 31 agosto 1925 nominato arcivescovo di Kalocsa)
- Ferenc Virág † (27 marzo 1926 - 2 marzo 1958 deceduto)
- Ferenc Rogacs † (2 marzo 1958 succeduto - 20 febbraio 1961 deceduto)
  - Sede vacante (1961-1969)
- József Cserháti † (10 gennaio 1969 - 3 novembre 1989 ritirato)
- Mihály Mayer (3 novembre 1989 - 19 gennaio 2011 dimesso)[10]
- György Udvardy (9 aprile 2011 - 12 luglio 2019 nominato arcivescovo di Veszprém)
- László Felföldi, dal 18 novembre 2020

## Statistiche
La diocesi nel 2023 su una popolazione di 652.250 persone contava 421.600 battezzati, corrispondenti al 64,6% del totale.
| anno | popolazione | popolazione | popolazione | presbiteri | presbiteri | presbiteri | presbiteri                | diaconi | religiosi | religiosi | parrocchie |
| anno | battezzati  | totale      | %           | numero     | secolari   | regolari   | battezzati per presbitero | diaconi | uomini    | donne     | parrocchie |
| ---- | ----------- | ----------- | ----------- | ---------- | ---------- | ---------- | ------------------------- | ------- | --------- | --------- | ---------- |
| 1950 | 525.000     | 660.000     | 79,5        | 427        | 351        | 76         | 1.229                     |         | 75        | 480       | 194        |
| 1970 | 480.000     | 670.000     | 71,6        | 276        | 261        | 15         | 1.739                     |         | 15        |           | 179        |
| 1980 | 465.000     | 661.000     | 70,3        | 220        | 220        |            | 2.113                     |         |           |           | 170        |
| 1990 | 465.250     | 664.195     | 70,0        | 181        | 181        |            | 2.570                     |         |           |           | 165        |
| 1999 | 440.000     | 660.000     | 66,7        | 134        | 123        | 11         | 3.283                     | 1       | 19        | 39        | 206        |
| 2000 | 440.000     | 660.000     | 66,7        | 140        | 128        | 12         | 3.142                     | 1       | 17        | 41        | 206        |
| 2001 | 440.000     | 660.000     | 66,7        | 142        | 129        | 13         | 3.098                     | 1       | 25        | 40        | 207        |
| 2002 | 440.000     | 660.000     | 66,7        | 141        | 129        | 12         | 3.120                     | 1       | 26        | 36        | 206        |
| 2003 | 440.000     | 665.000     | 66,2        | 134        | 123        | 11         | 3.283                     | 1       | 19        | 40        | 206        |
| 2004 | 401.000     | 621.000     | 64,6        | 132        | 122        | 10         | 3.037                     | 2       | 17        | 41        | 206        |
| 2013 | 439.000     | 664.000     | 66,1        | 99         | 93         | 6          | 4.434                     | 2       | 11        | 27        | 206        |
| 2016 | 436.000     | 660.700     | 66,0        | 95         | 89         | 6          | 4.589                     | 3       | 7         | 21        | 194        |
| 2019 | 432.560     | 657.330     | 65,8        | 90         | 85         | 5          | 4.806                     | 3       | 5         | 18        | 155        |
| 2021 | 428.000     | 656.800     | 65,2        | 91         | 86         | 5          | 4.703                     | 8       | 5         | 18        | 85         |
| 2023 | 421.600     | 652.250     | 64,6        | 89         | 82         | 7          | 4.737                     | 9       | 9         | 21        | 65         |